# Andre Bonin
André Bonin, född 10 mars 1909 i Granville, död 1998, var en fransk fäktare.
Bonin blev olympisk guldmedaljör i florett vid sommarspelen 1948 i London.